# Norderstedt
Norderstedt é uma cidade do norte da Alemanha, localizada perto de Hamburgo, no distrito de Segeberg do estado de Schleswig-Holstein.

## Bairros
- Garstedt
- Harksheide
- Glashütte
- Friedrichsgabe
- Mitte

## Povos notáveis em Norderstedt
- Armin von Gerkan (1881 - 1969), arqueólogo classical alemão-rússia
- Ernst Bader (1914 - 1999), ator, compositor alemão
- Victor Colani (* 1933), desenhador industrial alemão-suíço
- Uwe Seeler (* 1936), ex-futebolista internacional alemão
- Tom Shaka (* 1953), cantores e compositores americano (azuis)
- Human Nikmaslak (* 1976), kickboxer internacional alemão-irã